# شينغو تاكاجي
شينغو تاكاجي (باليابانية: 鷹木信悟؛ بالكانا: たかぎ しんご) هو مصارع محترف ياباني، ولد في 21 نوفمبر 1982 في ياماناشي في اليابان.

## روابط خارجية
- شينغو تاكاجي على موقع CageMatch worker (الإنجليزية)
- شينغو تاكاجي على موقع قاعدة بيانات المصارعة على الإنترنت (الإنجليزية)